# Бруцелоза
Бруцелозата (на латински: Brucellosis) е инфекциозна болест, която протича подостро, хронично или латентно. Тя е опасна зооантропоноза. Нарича се още „малтийска треска“ (Febris melithensis) или „болест на Банг“ (Morbus Bangi).

## Исторически сведения
Brucella melitensis е изолирана за пръв път през 1887 г. от английския лекар Дейвид Брус, при войниците в Малта.

## Етиология
Бруцелозата се причинява от малки, Грам-отрицателни микроорганизми от род Brucella. Те са с размери 0,5 – 0,7 на 1,0 – 1,5 µm. По-значими са следните видове:
- Brucella melitensis – патогенна за хора, овце и кози.
- Brucella abortus – патогенна за говеда и хора.
- Brucella ovis – патогенна за овце и кози.
- Brucella suis – патогенна за свине и хора.
- Brucella canis – патогенна за кучета и хора.

## Епидемиология
При хората протича спорадично. Те се заразяват при контакт с болни животни или необработени продукти от тях. Бактериите се откриват в млякото и месото. Инфектирането на човека става най-често при консумиране на заразени или замърсени продукти (месо, мляко и други). По-рядко замърсяването става чрез кожата и лигавицата по въздушен път – при обработка на кожи, стригане на вълна.
При животните бруцелозата протича ендемично, по-рядко спорадично.

## Патогенеза
Brucella melitensis може да инфектира организма дори и през здрава кожа.
По правило, бруцелите инфектират организма през лигавиците или през увредената кожа. Първо попадат в регионалните лимфните възли, където причиняват възпаление и оток. Ако успеят да преодолеят имунния филтър, се разнасят с кръвта в целия организъм. Локализират се основно в далака, черния дроб и ставите. Може да засегнат тестисите, сърцето и нервната система. След инкубационен период от 1 до 3 седмици се появяват първите болестни признаци – втрисане и повишаване на телесната температура до 39 – 40 градуса, изпотявания, главоболие, ставни и мускулни болки.
Инфектираният организъм отговаря с множествени капсуло-пролиферативни реакции и интензивно антитялообразуване.

## Клинични признаци
Клинични признаци при човека (имат само ориентиращ характер):
Примерна честота на анамнестичните данни и обективната клинична находка (в %)
| Анамнеза                          | % болни |
| --------------------------------- | ------- |
| Контакт с животни                 | 74      |
| Хранене със сурово мляко и сирене | 70      |
| Хранене със суров черен дроб      | 29      |
| Случай на бруцелоза в семейството | 38      |
| Симптом/Оплакване                 | % болни |
| Хипотермия                        | 93      |
| Треска, чувство за студ           | 82      |
| Потене                            | 87      |
| Разляти болки                     | 91      |
| Обща отпадналост и слабост        | 95      |
| Болки в гърба и ставите           | 86      |
| Артрит                            | 40      |
| Главоболие                        | 81      |
| Загуба на апетит                  | 78      |
| Загуба на тегло                   | 65      |
| Запек                             | 47      |

| Симптом/Оплакване       | % болни |
| ----------------------- | ------- |
| Болки в стомаха         | 45      |
| Диария                  | 7       |
| Кашлица                 | 24      |
| Епидидимит-Орхит        | 21      |
| Кожни обриви            | 14      |
| Нарушения на съня       | 37      |
| Болезнен външен вид     | 25      |
| Бледност                | 22      |
| Лимфаденити             | 32      |
| Спленомегалия           | 25      |
| Хепатомегалия           | 19      |
| Жълтеница               | 1       |
| Нарушени функции на ЦНС | 4       |
| Сърдечни шумове         | 3       |
| Пневмония               | 1       |
| .                       | .       |

## Диагностика
Диагнозата се поставя серологично, чрез доказване на бруцелозни антитела.

## Лечение
Бруцелите са вътреклетъчни паразити и инфектираните хора и животни дълго остават заразоносители. Болните животни се унищожават при условия, които изключват разпространение на заразата.
При хората се използват антибиотици, които добре проникват в клетките и поддържат стабилни вътреклетъчни концентрации: тетрациклини, амфениколи и др. Лечението е трудно и продължително.